# Никос Анастасијадис
Никос Анастасијадис (грч. Νίκος Αναστασιάδης; Пера Педи, 27. септембар 1946) грчки је политичар с Кипра и бивши председник Кипра од 2013 до 2023. године. Пре тога је био вођа кипарске странке десног центра, Демократског збора.

## Биографија
Рођен је 1946. године. Дипломирао је право на Универзитету у Атини, а постдипломске студије поморског права завршио на Универзитету у Лондону. Правник по струци, оснивач је адвокатске фирме „Никос Анастасијадис и партнери“.
У представнички дом кипарског парламента по први пут је биран 1981. године. Председник Демократског збора био је од 8. јуна 1997. до 28. фебруара 2013. године.
Марта 2012, Демократски зборје номиновао Анастасијадиса за свог кандидата на предстојећим председничким изборима 2013. године. Анастасијадис је у првом кругу освојио 45%, а у другом 57,48% гласова.
Током предизборне кампање, обећао је да ће се током првих 100 дана свог мандата посветити смањењу служења војног рока на Кипру са 25 на 14 месеци.
Ожењен је и има двоје деце. Има брата близанца и сестру.